# Ptychodium sciuroides
Ptychodium sciuroides là một loài Rêu trong họ Thuidiaceae. Loài này được (Kindb.) I. Hagen miêu tả khoa học đầu tiên năm 1897.